# Мессен (Золотурн)
Мессен (нем. Messen SO) — коммуна в Швейцарии, в кантоне Золотурн.
Входит в состав округа Бухегберг. Официальный код — 2457.
На 31 декабря 2007 года население составляло 1026 человек.
1 января 2010 года в состав коммуны Мессен вошли бывшие коммуны Бальм-бай-Мессен, Брунненталь (Золотурн) и Оберрамзерн.

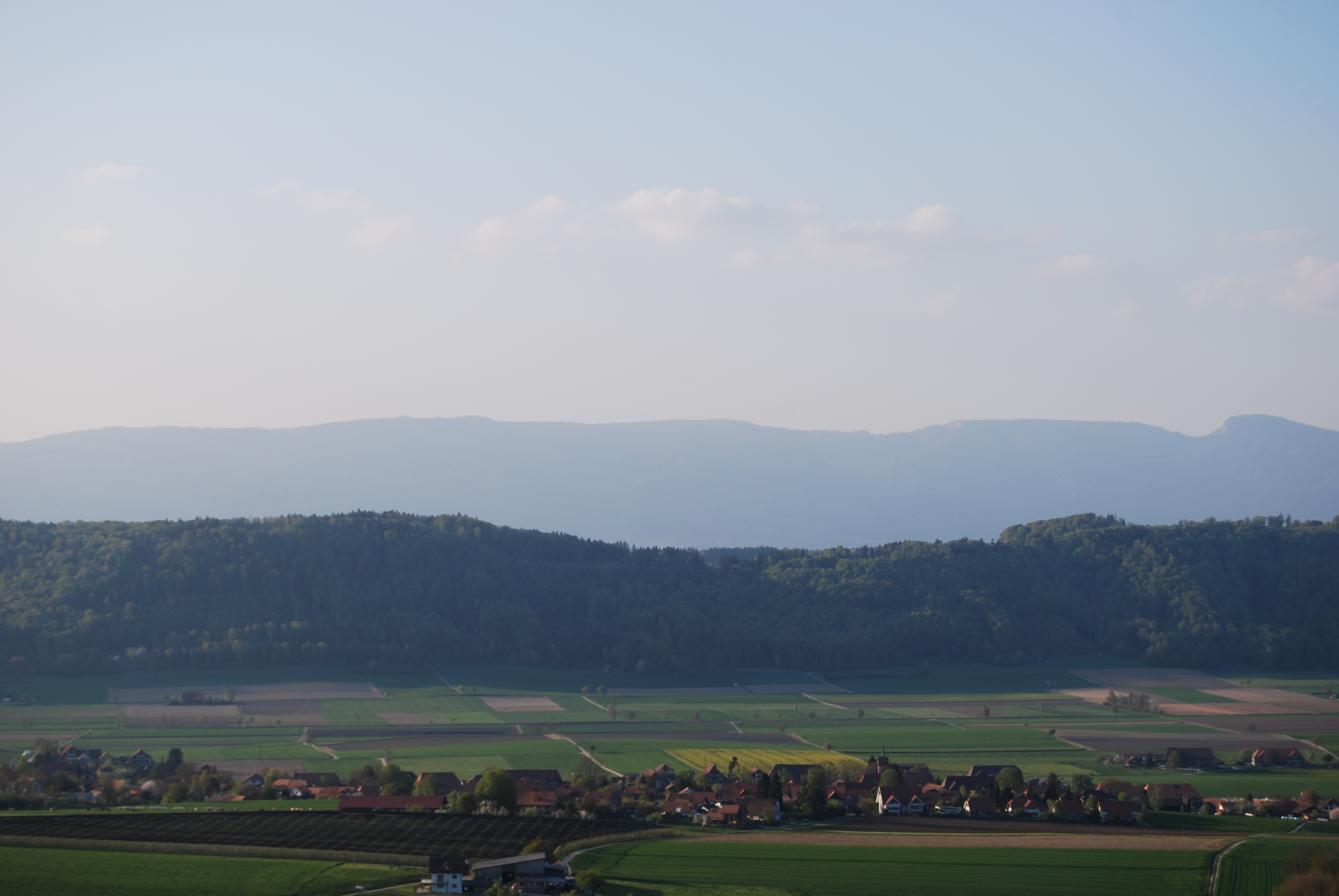
Мессен